# کونتسدووریه
کونتسدووریه (به لاتین: Konetsdvorye) یک منطقهٔ مسکونی در روسیه است که در استان آرخانگلسک واقع شده‌است.